# Antonia (Gattin des Marcus Antonius)
Antonia (* um 73 v. Chr.) war eine Tochter des römischen Konsuls von 63 v. Chr., Gaius Antonius Hybrida, und die Gattin ihres Cousins Marcus Antonius, der später ein Mitglied des Zweiten Triumvirats werden sollte.
Möglicherweise war Antonia erst die zweite Gemahlin von Antonius, da dieser laut der Behauptung seines erbitterten Gegners Marcus Tullius Cicero in erster Ehe mit einer Fadia, der Tochter des Freigelassenen Quintus Fadius Gallus, verheiratet gewesen sein soll. Wann Antonia und Antonius heirateten, ist nicht überliefert; in der Forschung wird der Zeitpunkt ihrer Hochzeit häufig auf etwa 53/52 v. Chr. angesetzt. Aus der Ehe, über die sonst nichts bekannt ist, ging eine Tochter Antonia hervor, die 44 v. Chr. mit dem Sohn des späteren Triumvirn Marcus Aemilius Lepidus verlobt und vielleicht etwa sieben Jahre später mit dem reichen Asiaten Pythodoros von Tralleis vermählt wurde. Um 47 v. Chr. ließ sich Antonius von seiner Gattin scheiden, indem er ihr vorwarf, Ehebruch mit dem Volkstribunen Publius Cornelius Dolabella begangen zu haben. Antonius’ nächste Gemahlin war Fulvia. Über das weitere Leben Antonias ist nichts bekannt.